# Kevin Møller
Kevin Møller, né le 20 juin 1989 à Tønder, est un handballeur danois. Il évolue au poste de gardien de but au SG Flensburg-Handewitt. Avec le Danemark, il est notamment champion du monde en 2021.

## Palmarès

### En clubs
Compétitions internationales
- Ligue des champions (1) : 2021
- Coupe du monde des clubs (2) : 2018, 2019

Compétitions nationales
- Vainqueur du Championnat d'Allemagne (1) : 2018
  - Vice-champion (2) en 2016 et 2017
- Vainqueur de la Coupe d'Allemagne (1) : 2015
  - Finaliste (2) en 2016, 2017
- Finaliste de la Supercoupe d'Allemagne (1) en 2015
- Championnat d'Espagne (3) : 2019, 2020, 2021
- Coupe du Roi (3) : 2019, 2020, 2021
- Coupe ASOBAL (3) : 2019, 2020, 2021
- Supercoupe d'Espagne (3) : 2019, 2020, 2021

### En équipe nationale
Jeux olympiques
- Médaille d'argent aux Jeux olympiques de 2020 à Tokyo,  Japon

Championnats du monde
- Médaille d'or au Championnat du monde 2021
- Médaille d'or au Championnat du monde 2023
- Médaille d'or au Championnat du monde 2025

Championnats d'Europe
- 6e place au Championnat d'Europe 2016
- 4e place au Championnat d'Europe 2018
- Médaille de bronze au Championnat d'Europe 2022

### Distinctions individuelles
- gardien avec le plus grand taux de réussite au Championnat d'Europe 2022.

## Galerie

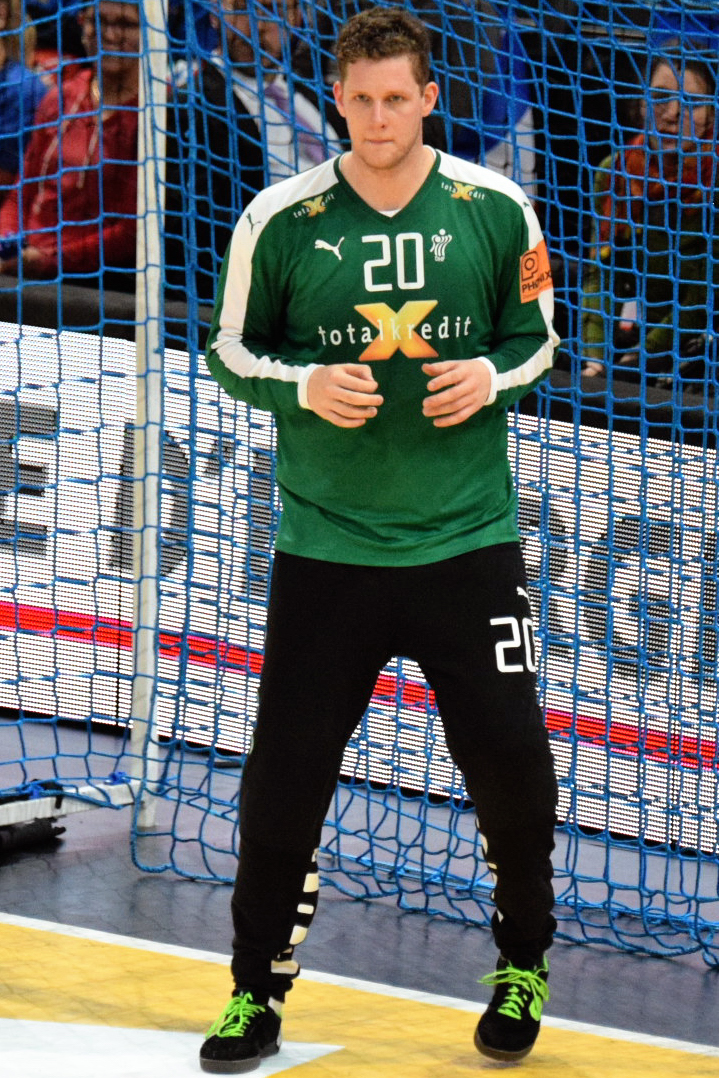
Avec le Danemark en janvier 2016
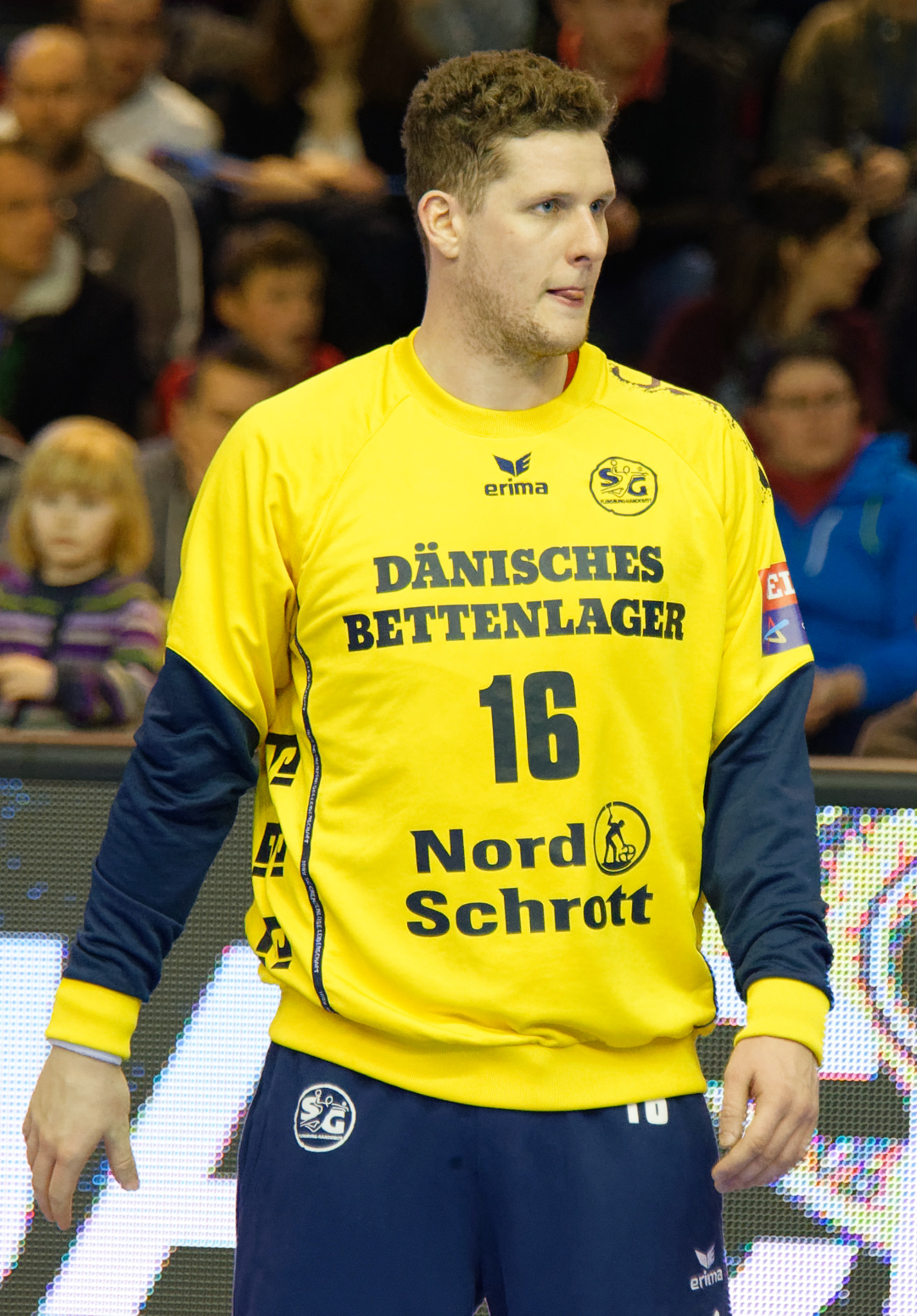
Avec Flensburg en mars 2016
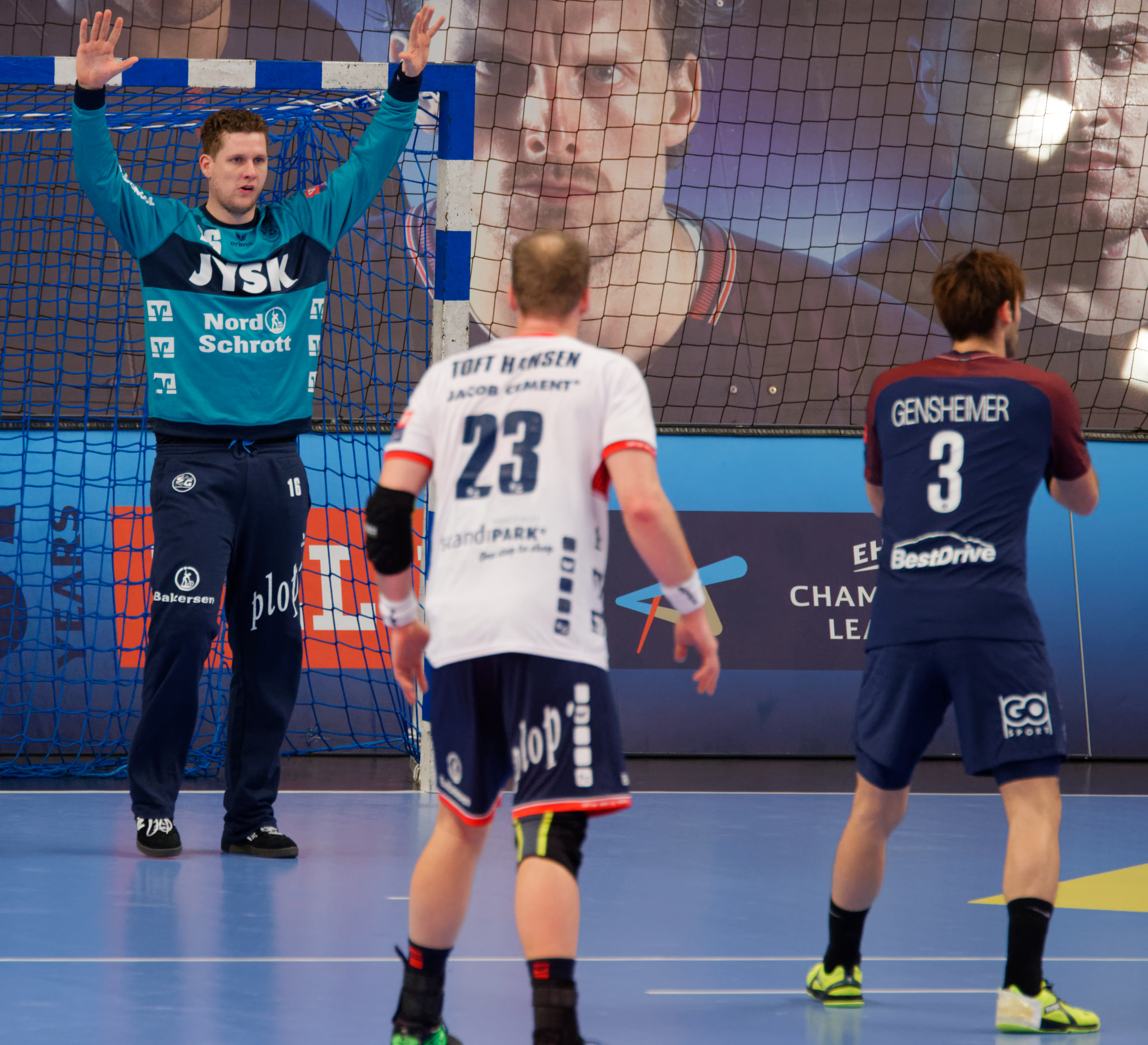
Face à Gensheimer du PSG en février 2018.